# Livron
Livron é uma comuna francesa na região administrativa da Nova Aquitânia, no departamento dos Pirenéus Atlânticos. Estende-se por uma área de 7,6 km². Em 2010 a comuna tinha 409 habitantes (densidade: 53,8 hab./km²).